# Groveport
Groveport ist ein Village in Franklin County, Ohio, Vereinigte Staaten. Im Jahr 2014 hatte der Ort 5672 Einwohner. Groveport war die Heimatstadt von John Solomon Rarey, einem Pferdeflüsterer im neunzehnten Jahrhundert und Entwickler der Rareytechnik, um Pferde zu rehabilitieren. Diese Methode war die Basis für den Roman und Film Der Pferdeflüsterer.

## Geographie
Groveports geographische Koordinaten lauten 39° 51′ N, 82° 53′ W.
Nach den Angaben des United States Census Bureaus hat der Ort eine Fläche von 20,7 km², wovon mit Ausnahme von 0,12 % fast alles auf Land entfällt.

## Demographie
Zum Zeitpunkt des United States Census 2000 bewohnten Groveport 3865 Personen. Die Bevölkerungsdichte betrug 186,5 Personen pro km². Es gab 1668 Wohneinheiten, durchschnittlich 80,5 pro km². Die Bevölkerung Groveports bestand zu 92,88 % aus Weißen, 3,62 % Schwarzen oder African American, 0,62 % Native American, 1,09 % Asian, 0 % Pacific Islander, 0,57 % gaben an, anderen Rassen anzugehören und 1,22 % nannten zwei oder mehr Rassen. 1,27 % der Bevölkerung erklärten, Hispanos oder Latinos jeglicher Rasse zu sein.
Die Bewohner Groveports verteilten sich auf 1575 Haushalte, von denen in 31,1 % Kinder unter 18 Jahren lebten. 52,6 % der Haushalte stellten Verheiratete, 11,7 % hatten einen weiblichen Haushaltsvorstand ohne Ehemann und 31,4 % bildeten keine Familien. 26,0 % der Haushalte bestanden aus Einzelpersonen und in 9,5 % aller Haushalte lebte jemand im Alter von 65 Jahren oder mehr alleine. Die durchschnittliche Haushaltsgröße betrug 2,45 und die durchschnittliche Familiengröße 2,94 Personen.
Die Bevölkerung verteilte sich auf 24,0 % Minderjährige, 8,4 % 18–24-Jährige, 32,0 % 25–44-Jährige, 23,5 % 45–64-Jährige und 12,1 % im Alter von 65 Jahren oder mehr. Das Durchschnittsalter betrug 37 Jahre. Auf jeweils 100 Frauen entfielen 92,5 Männer. Bei den über 18-Jährigen entfielen auf 100 Frauen 89,8 Männer.
Das mittlere Haushaltseinkommen in Groveport betrug 43.102 US-Dollar und das mittlere Familieneinkommen erreichte die Höhe von 51.525 US-Dollar. Das Durchschnittseinkommen der Männer betrug 32.133 US-Dollar, gegenüber 27.353 US-Dollar bei den Frauen. Das Pro-Kopf-Einkommen belief sich auf 19.576 US-Dollar. 5,9 % der Bevölkerung und 3,2 % der Familien hatten ein Einkommen unterhalb der Armutsgrenze, davon waren 9,1 % der Minderjährigen und 4,5 % der Altersgruppe 65 Jahre und mehr betroffen.